# Určice

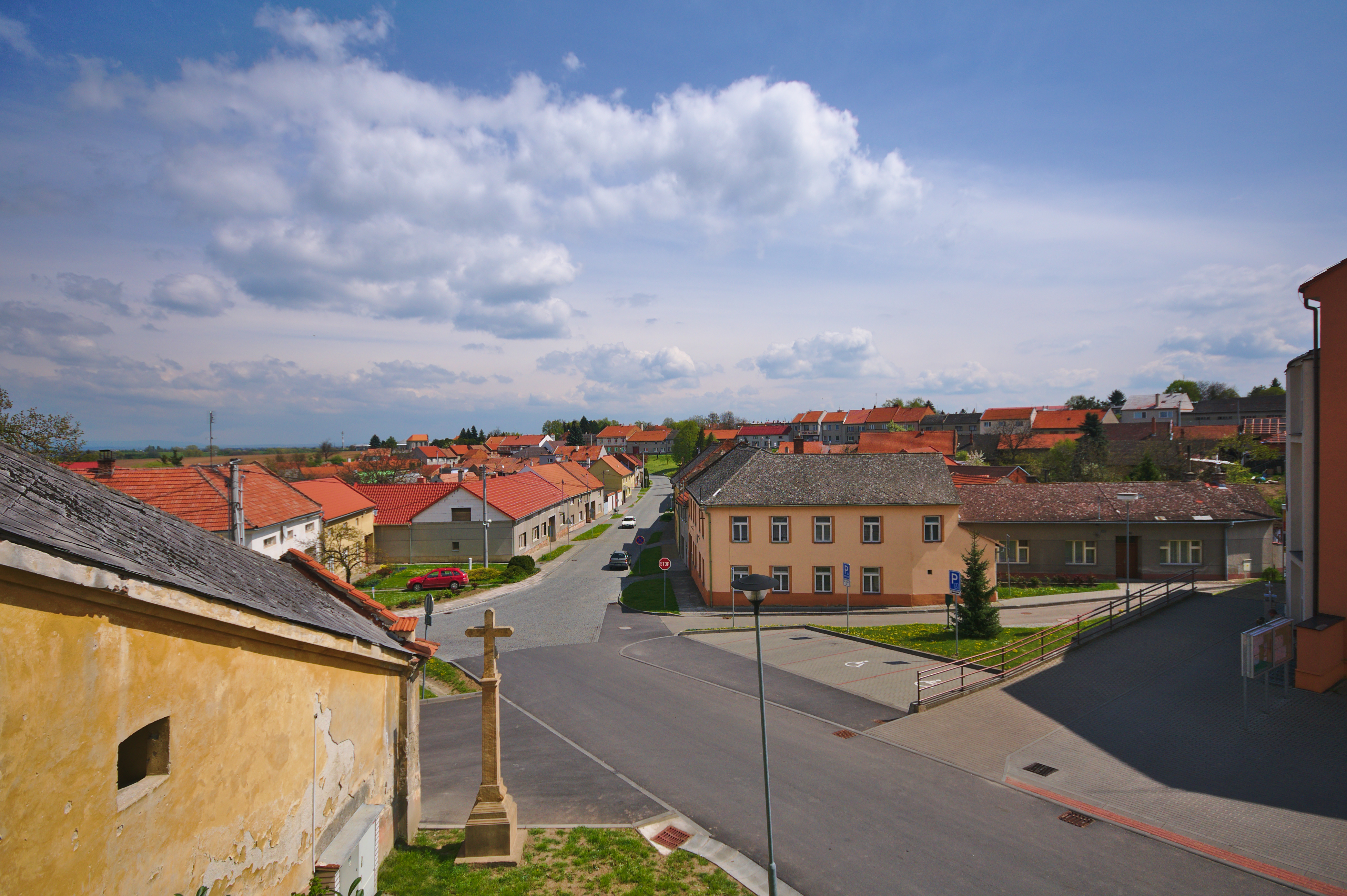
Blick von der Kirche auf den Markt

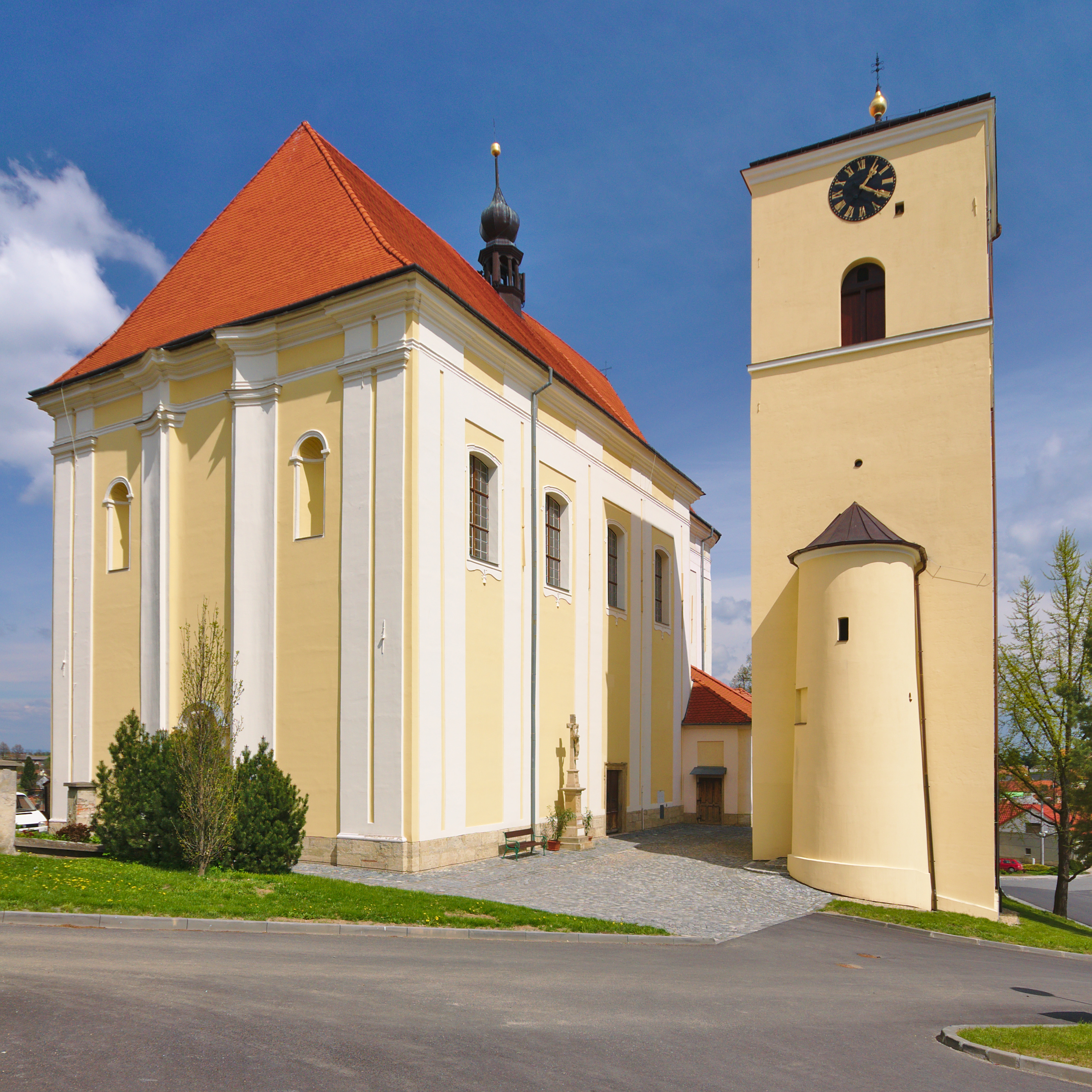
Kirche Johannes des Täufers

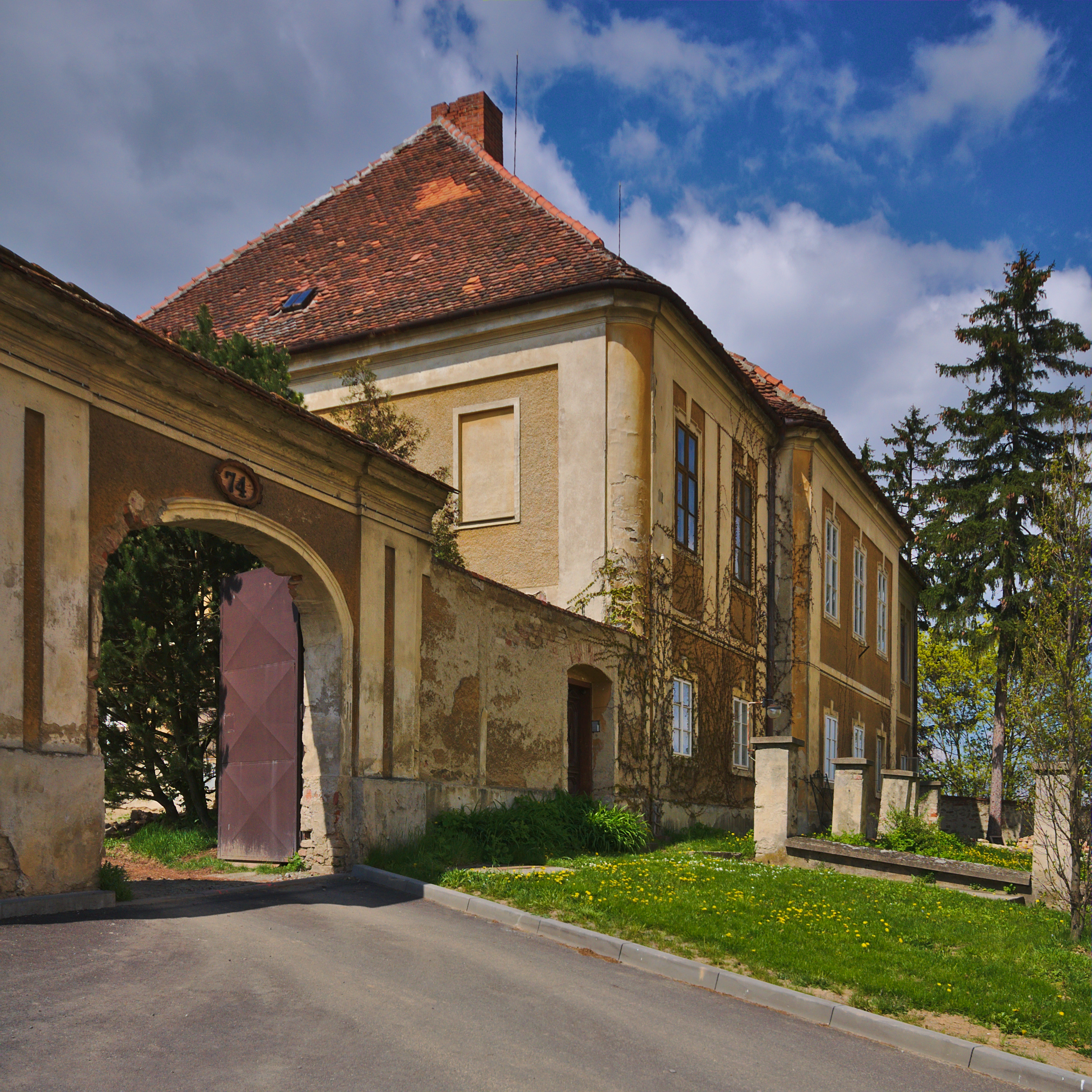
Pfarrhaus

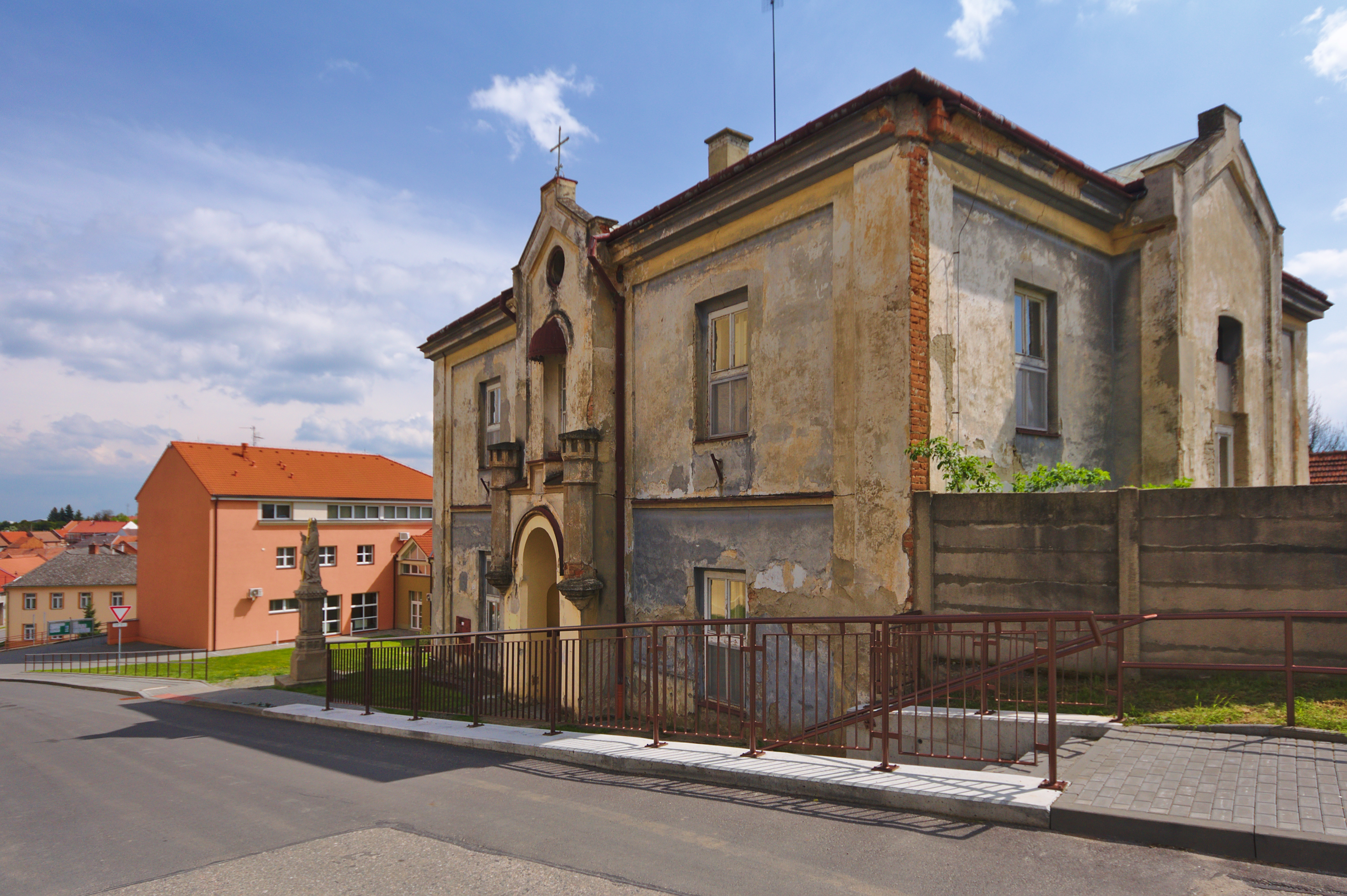
Ehemaliges Seniorenheim

Určice (deutsch Urtschitz) ist eine Gemeinde in Tschechien. Sie liegt sechs Kilometer südwestlich von Prostějov und gehört zum Okres Prostějov.

## Geographie
Určice befindet sich in den östlichen Ausläufern des Drahaner Berglandes am Bach Určický potok. Am nordöstlichen Ortsrand liegt der Teich Bulharák. Im Südwesten erheben sich der Markovec (398 m. n.m.) und der Křenůvský kopec (411 m. n.m.), westlich der Spálený kopec (433 m. n.m.) und im Nordwesten der Chlum (412 m. n.m.). Drei Kilometer östlich verläuft die Autobahn D 46.
Nachbarorte sind Seloutky, Čechovice, Krasice und Anenské Předměstí im Norden, Brněnské Předměstí im Nordosten, Žešov und Čehovice im Osten, Výšovice und Vřesovice im Südosten, Dětkovice und Vincencov im Süden, Myslejovice im Südwesten, Alojzov und Čagan im Westen sowie Osina, Krumšín und Soběsuky im Nordwesten.

## Geschichte
Archäologische Funde belegen eine Besiedlung des Gemeindegebiets seit dem Jungpaläolithikum. In der Flur “Za Koutskými humny” wurde ein Gräberfeld aus der jüngeren Burgstättenzeit mit ca. 40 Körpergräbern aufgefunden. 
Die erste urkundliche Erwähnung von Ursitz erfolgte in einem Brief des Papstes Nikolaus IV. vom 28. Oktober 1288, in dem er dem Velehrader Abt Lupin die Beilegung des Streits zwischen dem Určicer Pleban Conradus und dem dasigen Ritter Ctibor befahl. Vermutlich zu Beginn des 14. Jahrhunderts wurde das Dorf Teil der Burgherrschaft Plumenau. Im Jahre 1358 verschrieb der Besitzer der Herrschaft Plumenau, Beneš von Krawarn und Straßnitz, seiner Frau Eliška von Letovice 500 Mark Einkünfte aus Určice. Katharina von Maissau, die Witwe des Peter von Krawarn und Plumenau, nahm 1417 ihre Tochter Katharina in Gütergemeinschaft auf ihre Morgengabe in Určice auf. Im Jahre 1428 stiftete die Jungfrau Katharina von Plumenau der Kirche mehrere Güter und liturgische Gegenstände. Nachdem mit dem Tode des Georg von Krawarn 1466 der Familienzweig der Herren von Krawarn auf Plumenau und Straßnitz erloschen war, wurde Určice im Zuge der Aufteilung der Krawarner Güter der Herrschaft Račice zugeschlagen. Kunka von Krawarn auf Račice erhob Určice um 1480 zum Markt. 
Im Jahre 1537 trennten die Brüder Tobias und Johann Černohorský von Boskowitz das Gut Určice wieder von Račice ab und überschrieben es dem Besitzer der Herrschaft Plumenau, Johann von Pernstein.
Nach dem Tode seines gleichnamigen Enkels wurde die Herrschaft Plumenau im Jahre 1600 an Karl von Liechtenstein verkauft und damit Teil des großen Majorates des Hauses Liechtenstein. Wegen eines angeblich wundertätigen Marienbildes wurde die Urtschitzer Kirche am Beginn des 19. Jahrhunderts zu einem Wallfahrtsort. Der Friedhof an der Kirche wurde 1834 aufgehoben und an den östlichen Ortsrand verlegt. 
Im Jahre 1835 bestand der im Olmützer Kreis gelegene Markt Urtschitz bzw. Určice aus 156 Häusern mit 1039 mährischsprachigen Einwohnern. Haupterwerbsquelle bildete die Landwirtschaft. Unter herrschaftlichem Patronat standen die dem Proßnitzer Dekanat zugeordnete Pfarrei, die Kirche Johannes des Täufers und die Schule. Außerdem gab es im Ort ein herrschaftlichen Meierhof. Urtschitz war Pfarr- und Schulort für Aloisdorf, Dietkowitz, Selautek, Wranowitz und Zieschow. Bis zur Mitte des 19. Jahrhunderts blieb Urtschitz der Fideikommissherrschaft Plumenau untertänig.
Nach der Aufhebung der Patrimonialherrschaften bildete Určice / Urtschitz ab 1850 eine Marktgemeinde im Gerichtsbezirk Proßnitz. Ab 1869 gehörte Určice zum Bezirk Proßnitz; zu dieser Zeit hatte der Markt 1136 Einwohner und bestand aus 202 Häusern. Im Jahre 1900 lebten in Určice 1310 Personen; 1910 waren es 1402. Nach dem Ersten Weltkrieg zerfiel der Vielvölkerstaat Österreich-Ungarn, die Gemeinde wurde 1918 Teil der neu gebildeten Tschechoslowakischen Republik. Beim Zensus von 1921 lebten in den 278 Häusern von Určice 1398 Personen, davon 1395 Tschechen und zwei Deutsche. 1930 bestand Určice aus 305 Häusern und hatte 1498 Einwohner. Von 1939 bis 1945 gehörte Určice / Urtschitz zum Protektorat Böhmen und Mähren. Im Jahre 1950 hatte Určice 1463 Einwohner. Im Jahre 1954 verlor Určice seinen Status als Městys. 1964 erfolgte die Eingemeindung von Alojzov und Seloutky; beide Ortsteile lösten sich zum 28. Februar 1990 wieder von Určice los und bildeten eigene Gemeinden. Beim Zensus von 2001 lebten in den 429 Häusern von Určice 1336 Personen. Seit 2003 führt die Gemeinde ein Wappen und Banner.

## Sehenswürdigkeiten
- Kirche des hl. Johannes des Täufers, die einschiffige Kirche wurde anstelle eines baufälligen Vorgängerbaus neu errichtet und 1461 durch den Olmützer Bischof Protasius geweiht. Zwischen 1727 und 1734 erfolgte ein barocker Neubau. 1777 wurde sie bei einem Sturm beschädigt, das als Provisorium errichtete Dach blieb auf Dauer. Zwischen 1865 und 1871 musste die Kirche wegen statischer Mängel zweimal mit Eisenklammern gesichert und die Fundamente verstärkt werden. In den 1990er Jahren begann die Generalsanierung, die im Jahre 2000 abgeschlossen wurde; dabei erhielten die problematischen Fundamente Betoninjektionen. In der Krypta befinden sich mehrere Gebeine, ob darunter auch die der Stifterin Katharina von Krawarn sind, ist nicht feststellbar.
- Freistehender gotischer Glockenturm aus der Mitte des 15. Jahrhunderts, neben der Kirche
- Barockes Pfarrhaus, erbaut 1734 – 1739
- Statue des hl. Johannes von Nepomuk, geschaffen 1877
- Statue des hl. Florian, geschaffen 1766
- Statue des hl. Liborius, vor dem Seniorenheim, geschaffen 1874
- Statue des hl. Liborius, an der Straße nach Výšovice, aufgestellt 1899
- Comenius-Büste, auf dem Markt
- Gedenkstein für Josef Konšel
- Mehrere Flurkreuze
- Naturdenkmal Zámčisko, jungtertiäre Sedimentbank mit Fossilien, westlich des Dorfes

## Söhne und Töchter der Gemeinde
- Josef Dvořák (1807–1869), Chorleiter, Organist, Komponist und Opernsänger
- Josef Konšel (1875–1958), Forstwirtschaftler, Rektor und Dekan der Universität für Land- und Forstwirtschaft Brünn
- František Mlčoch (1875–1938), Schulreformer
- Hynek Mlčoch (1880–1964), Direktor der erzbischöflichen Güter und Wälder in Hukvaldy
- Václav Kaprál (1889–1947), Komponist
- František Kopečný (1909–1990), Slawist und Bohemist
- Josef Škarohlíd (1923–1991), Generaldirektor von Aero Vodochody und Let Kunovice